# Jeong Ga-eun
Jeong Ga-eun (de nacimiento Baek Ra-hee) es una actriz y empresaria surcoreana, quien ha participado en variedad de series de televisión, como Rollercoaster y Sunday Sunday Night

## Vida personal
Se casó el 30 de enero de 2016 en Gangnam, Seúl. Dio a luz a su hija el 20 de julio de 2016. El 26 de enero de 2018, su agencia anunció oficialmente su divorcio después de 2 años de matrimonio.

## Filmografía

### Series
- KBS2 Sponge 2.0 (2003–2012)
- tvN Rollercoaster, protagonista junto a Jeong Hyeong-don
- SBS Heroes (2010–2011)
- SBS Master's Sun como Ahn Jin-joo
- MBC A Thousand Kisses as Jang Hye-bin (2011–2012)
- tvN Rollercoaster 2
- KBS2 Family (2012 TV series) (2012) cameo
- SBS Plus Her Lovely Heels (2014)

### Programas de variedades
- Mnet I Can See Your Voice (2015, 2017, 2018; Ep.#6-7; 3; 17; 2)
- MBC Sunday Sunday Night (2009–2014)
- MBC Infinite Girls temporada 1
- SBS Good Sunday's Yo Girls Diary temporada 2 (2010)
- MBC BEAST Idol Maid (2010)

### Presentadora
| Año  | Título                      | Notas           |
| ---- | --------------------------- | --------------- |
| 2019 | Soribada Best K-Music Award | co-presentadora |